# 品川トランク詰殺人事件
品川トランク詰殺人事件（しながわとらんくつめさつじんじけん）とは1956年（昭和31年）に発生した殺人事件である。

## 事件の概要

### 事件の発覚
1956年7月17日、東京都品川区の運送店の運転手から、死体らしきものが入ったトランクを杉並区のアパートに配送したと警視庁大井警察署に届出があった。捜査本部が捜索したところトランクの中から男性の腐乱死体が発見された。男性のシャツのネームから6月28日に会社の銀行預金80万円を引き出しに行った後で消息を絶った男性（当時60歳）と判明した。勤務先の会社は男性が持ち逃げしたと疑っていたが、最悪の形で潔白が証明された。またトランクに死体を詰める猟奇性が話題になった。

### 逃避行
アパートは偽名で借りたもので、トランクを搬入したあとは寄り付いていなかった。警視庁は被疑者として殺害された男性の元同僚のN（当時31歳）とその愛人X（当時23歳）を全国に指名手配した。二人は事件が発覚したことを知ると、国鉄（現在のJR東日本）東北本線秋葉原駅から逃亡していた。二人は大阪を経由して鹿児島に向かい、そこから九州を回った後で広島、岡山、鳥取、島根、京都と近畿地方に向かい、そこから奈良、和歌山を経て北陸、東北と逃げ回り、名古屋を経て福井に向かい8月末に大阪に落ち着くまで1ヵ月半も夜行列車で寝泊りしながら逃避行を続けていた。この間の旅費に強奪した金銭の大部分を消費した。逃走中に所持していたカメラを旅商人に売りつけていたが、この旅商人が手配書の二人を見たとの届出が逮捕のきっかけとなった。10月2日に大阪市内で二人は逮捕され10月24日に起訴された。

### 事件の背景
Nは千葉県出身で結婚し三児の父親であったが、酒場の女給をしていたXと知り合い、子供が出来たことから夫婦同然の生活をしていた。6月28日にNの元の勤務先で顔見知りであった被害者の男性が会社の預金を引き出した事を知り、おびき出した上で、睡眠薬入りの牛乳を飲ませた。その後品川区に借りていたアパートに連れ込んで、6月30日に青酸カリ入りの寿司を食べさせ殺害し、トランクに死体を入れて転居予定のアパートに運送屋を雇って運び入れていた。

### 犯人のその後
1957年6月18日に東京地方裁判所はNに死刑、Xに懲役15年を言い渡した。二人は控訴したが東京高等裁判所は1959年9月18日に控訴を棄却し、刑が確定した。Nは収監先の東京拘置所で死刑執行に対しおびえていたと伝えられているが、Nにいつ死刑が執行され、最期はいかなる状態であったかについては現在も明らかにされていない。

## 参考資料
- 『明治・大正・昭和・平成　事件・犯罪大事典』、東京法経学院出版、2002年
- 『別冊歴史読本　新・殺人百科データファイル-』、新人物往来社、2008年